# Microlaimus nanus
Microlaimus nanus is een rondwormensoort uit de familie van de Microlaimidae. De wetenschappelijke naam van de soort is voor het eerst geldig gepubliceerd in 1982 door Blome.